# Houquetot
Houquetot est une commune française située dans le département de la Seine-Maritime en région Normandie.

## Géographie

### Localisation
| Manneville-la-Goupil |               | Bréauté               |
|                      | Houquetot     |                       |
| Virville             | Parc-d'Anxtot | Beuzeville-la-Grenier |

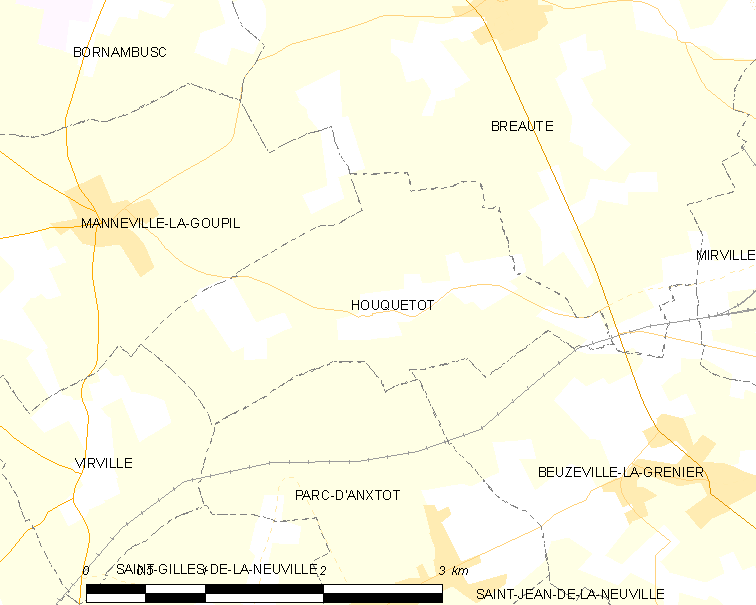
Carte de la commune.
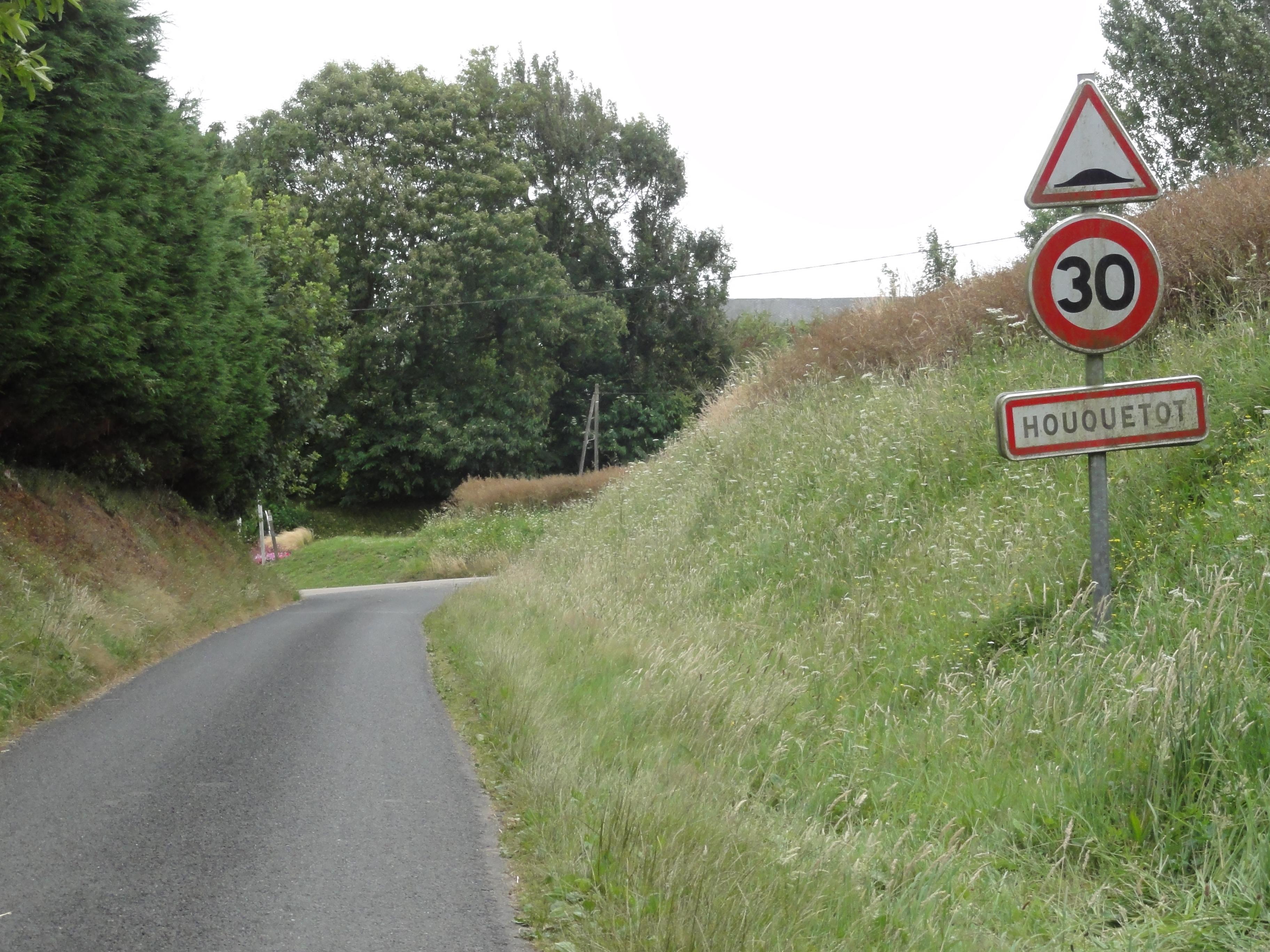
Entrée de Houquetot.

### Hydrographie
La commune est située dans le bassin Seine-Normandie. Elle n'est drainée par aucun cours d'eau,. Néanmoins un plan d'eau est présent sur le territoire communal : la mare Maury (0,31 ha),.

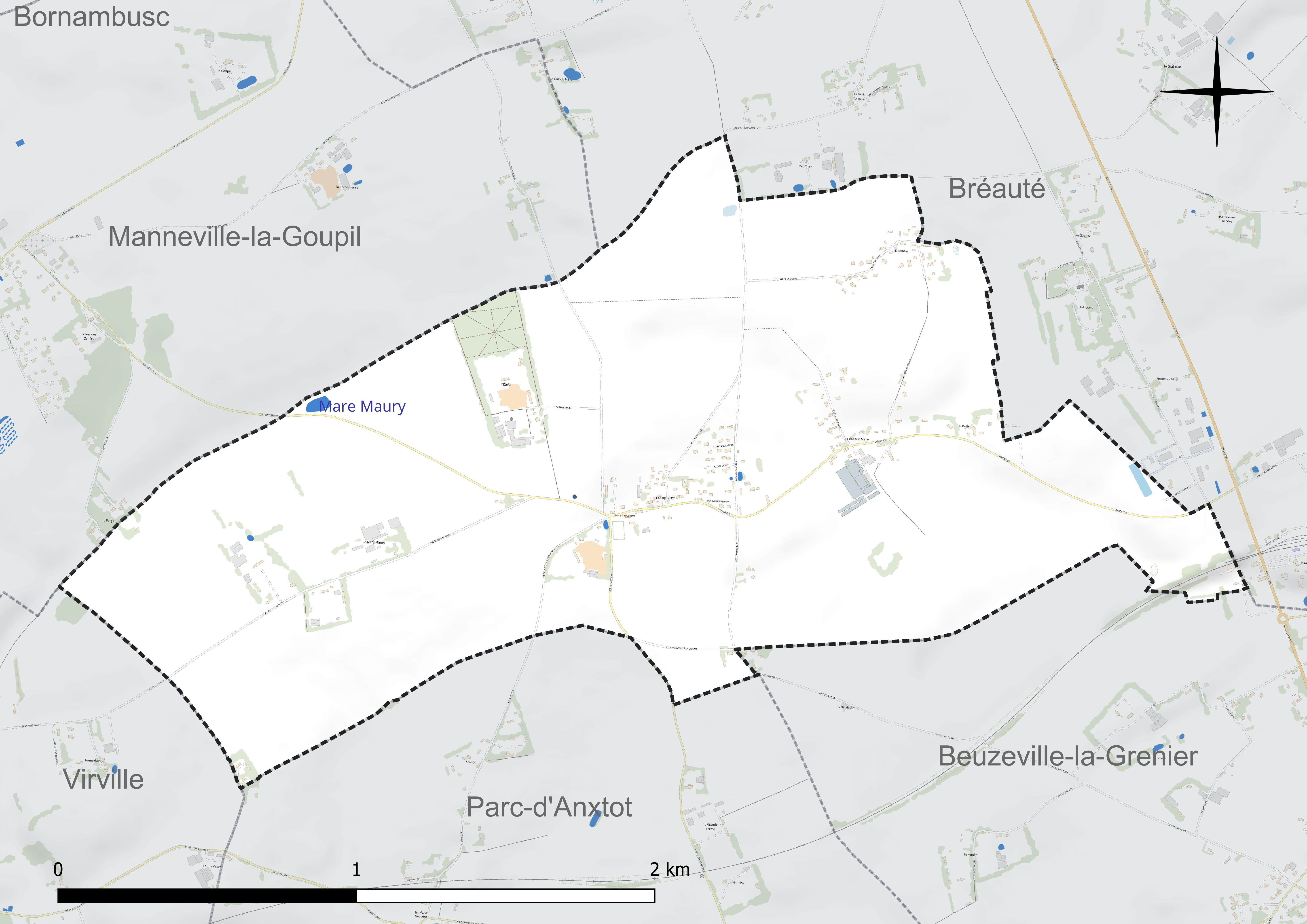
Réseau hydrographique de Houquetot.

### Climat
Pour des articles plus généraux, voir Climat de la Normandie et Climat de la Seine-Maritime.
En 2010, le climat de la commune est de type climat océanique franc, selon une étude du CNRS s'appuyant sur une série de données couvrant la période 1971-2000. En 2020, Météo-France publie une typologie des climats de la France métropolitaine dans laquelle la commune est exposée à un climat océanique et est dans la région climatique Côtes de la Manche orientale, caractérisée par un faible ensoleillement (1 550 h/an) ; forte humidité de l’air (plus de 20 h/jour avec humidité relative > 80 % en hiver), vents forts fréquents. Parallèlement le GIEC normand, un groupe régional d’experts sur le climat, différencie quant à lui, dans une étude de 2020, trois grands types de climats pour la région Normandie, nuancés à une échelle plus fine par les facteurs géographiques locaux. La commune est, selon ce zonage, exposée à un « climat maritime », correspondant au Pays de Caux, frais, humide et pluvieux, légèrement plus frais que dans le Cotentin.
Pour la période 1971-2000, la température annuelle moyenne est de 10,1 °C, avec une amplitude thermique annuelle de 13,5 °C. Le cumul annuel moyen de précipitations est de 972 mm, avec 13,7 jours de précipitations en janvier et 8,8 jours en juillet. Pour la période 1991-2020, la température moyenne annuelle observée sur la station météorologique la plus proche, située sur la commune de Octeville-sur-Mer à 20 km à vol d'oiseau, est de 11,5 °C et le cumul annuel moyen de précipitations est de 790,7 mm,. Pour l'avenir, les paramètres climatiques de la commune estimés pour 2050 selon différents scénarios d’émission de gaz à effet de serre sont consultables sur un site dédié publié par Météo-France en novembre 2022.

## Urbanisme

### Typologie
Au 1er janvier 2024, Houquetot est catégorisée commune rurale à habitat dispersé, selon la nouvelle grille communale de densité à sept niveaux définie par l'Insee en 2022.
Elle est située hors unité urbaine. Par ailleurs la commune fait partie de l'aire d'attraction du Havre, dont elle est une commune de la couronne,. Cette aire, qui regroupe 116 communes, est catégorisée dans les aires de 200 000 à moins de 700 000 habitants,.

### Occupation des sols
L'occupation des sols de la commune, telle qu'elle ressort de la base de données européenne d’occupation biophysique des sols Corine Land Cover (CLC), est marquée par l'importance des territoires agricoles (100 % en 2018), une proportion identique à celle de 1990 (100 %). La répartition détaillée en 2018 est la suivante : 
terres arables (79 %), prairies (20,8 %), zones agricoles hétérogènes (0,2 %). L'évolution de l’occupation des sols de la commune et de ses infrastructures peut être observée sur les différentes représentations cartographiques du territoire : la carte de Cassini (XVIIIe siècle), la carte d'état-major (1820-1866) et les cartes ou photos aériennes de l'IGN pour la période actuelle (1950 à aujourd'hui).

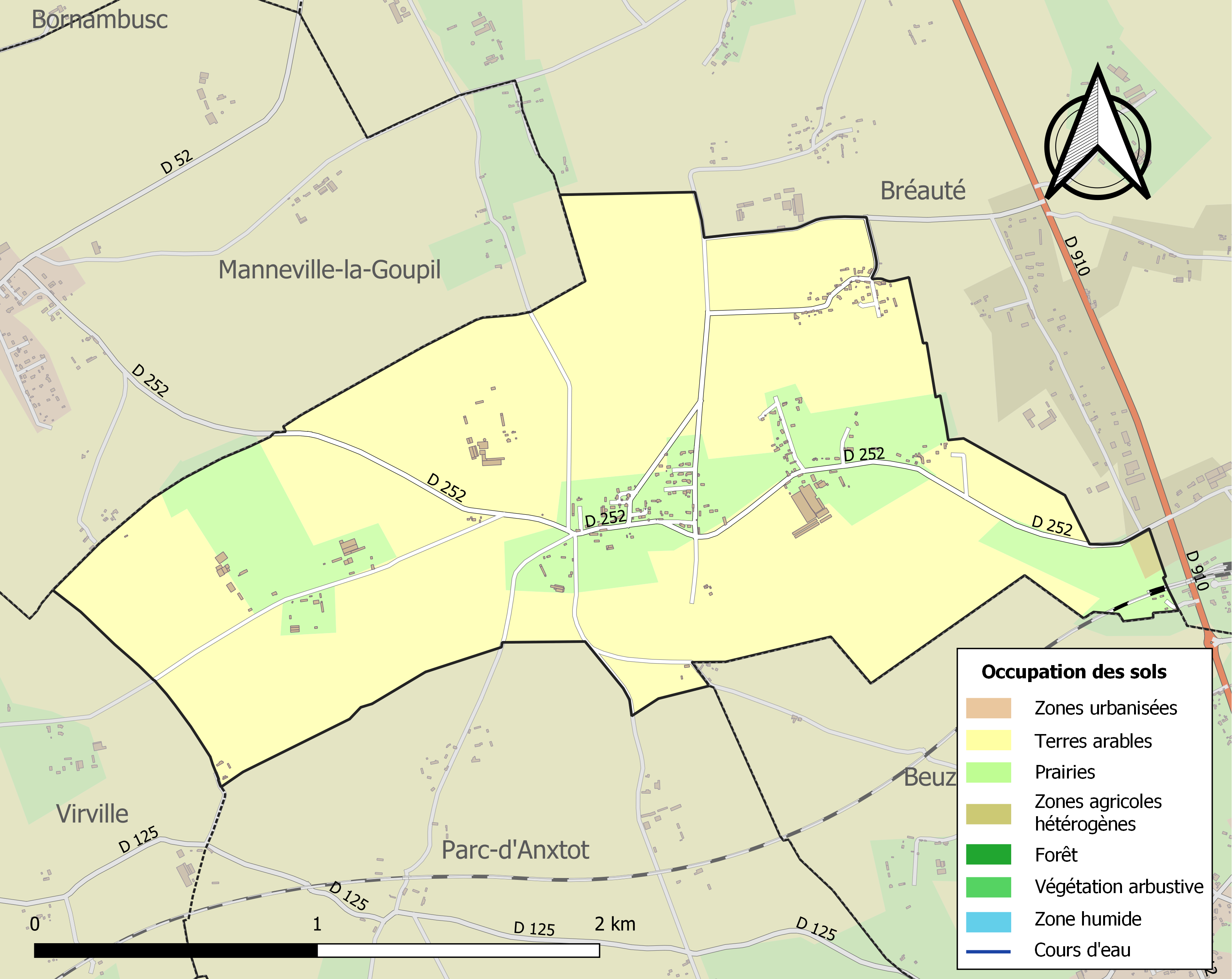
Carte des infrastructures et de l'occupation des sols de la commune en 2018 (CLC).

## Toponymie
Le nom de la localité est attesté sous les formes Hugetot entre 1130 et 1165, Huguetot en 1152.
Il s'agit d'une formation toponymique en -tot, appellatif toponymique issu du vieux norrois topt, toft « emplacement, terrain d'habitation, maison rurale » (-toft en Scandinavie et en Angleterre, mais -tótt en Islande).
Le premier élément Houque- représente probablement un nom de personne. François de Beaurepaire propose Huggo, variante de Hugo, pour justifier du maintien du [g] intervocalique devenu [k] (durcissement), selon un processus bien attesté dans la toponymie du pays de Caux. Hugo ne convient effectivement pas, car il est régulièrement devenu Hue en Normandie cf. nom de famille Hue.
Remarque : Huggo, variante germanique rare, n'a probablement pas pu se combiner avec l'élément scandinave -tot. Cela reste déjà exceptionnel avec des anthroponymes plus courants. Il existe un nom de personne norrois Hugi (> ancien danois Hughe) qu’aucun toponymiste n'évoque à ce propos, alors que l'anthroponyme norrois Agi (> vieux danois Aghi; vieux suédois Agi; formes latinisées Ago et Agho) est invoqué pour expliquer Acqueville (Manche, Agueville jusqu'au xve siècle).

## Histoire
Le village d’Houquetot dépend d’abord de l’abbaye de Préaux (Eure). 
En 1268, Geoffroy Martel de Bacqueville ratifie la vente, aux moines du Valasse, dans sa bouteillerie de Houquetot, de terres, rentes et autres droits. 
Au XVIe siècle, le fief est tenu par les Le Conte. Houquetot dépend de la baronnie de Tancarville.
Les Cavelet de Caudebec achètent la seigneurie au XVIe siècle. Au XVIIIe siècle, leurs héritiers sont les Hébert de Beauvoir, parlementaires à Rouen.

## Politique et administration
| Période                                  | Période                    | Identité        | Étiquette | Qualité            |
| ---------------------------------------- | -------------------------- | --------------- | --------- | ------------------ |
| Les données manquantes sont à compléter. |                            |                 |           |                    |
| avant 1995                               | 2006                       | Robert Orange   | DVD       | Décédé en fonction |
| 2006                                     | mars 2014                  | Fabrice Landrin |           |                    |
| mars 2014                                | mai 2020                   | Mathieu Orange  |           |                    |
| mai 2020                                 | En cours (au 10 août 2020) | David Jézéquel  |           |                    |

## Démographie
L'évolution du nombre d'habitants est connue à travers les recensements de la population effectués dans la commune depuis 1793. Pour les communes de moins de 10 000 habitants, une enquête de recensement portant sur toute la population est réalisée tous les cinq ans, les populations de référence des années intermédiaires étant quant à elles estimées par interpolation ou extrapolation. Pour la commune, le premier recensement exhaustif entrant dans le cadre du nouveau dispositif a été réalisé en 2004.

En 2022, la commune comptait 341 habitants, en évolution de −5,54 % par rapport à 2016 (Seine-Maritime : +0,35 %, France hors Mayotte : +2,11 %).
| 1793 | 1800 | 1806 | 1821 | 1831 | 1836 | 1841 | 1846 | 1851 |
| ---- | ---- | ---- | ---- | ---- | ---- | ---- | ---- | ---- |
| 300  | 400  | 324  | 280  | 375  | 355  | 335  | 351  | 322  |

| 1856 | 1861 | 1866 | 1872 | 1876 | 1881 | 1886 | 1891 | 1896 |
| ---- | ---- | ---- | ---- | ---- | ---- | ---- | ---- | ---- |
| 331  | 329  | 312  | 291  | 267  | 243  | 260  | 261  | 270  |

| 1901 | 1906 | 1911 | 1921 | 1926 | 1931 | 1936 | 1946 | 1954 |
| ---- | ---- | ---- | ---- | ---- | ---- | ---- | ---- | ---- |
| 266  | 248  | 249  | 260  | 261  | 258  | 241  | 262  | 236  |

| 1962 | 1968 | 1975 | 1982 | 1990 | 1999 | 2004 | 2006 | 2009 |
| ---- | ---- | ---- | ---- | ---- | ---- | ---- | ---- | ---- |
| 235  | 203  | 168  | 226  | 268  | 289  | 284  | 287  | 334  |

| 2014 | 2019 | 2022 | - | - | - | - | - | - |
| ---- | ---- | ---- | - | - | - | - | - | - |
| 365  | 338  | 341  | - | - | - | - | - | - |

## Culture locale et patrimoine

### Lieux et monuments
- Église Saint-Aubin, d'origine 11e, est construite en tuf, pierre et brique, clocher est en façade. L'église a été très remaniée notamment au XIXe siècle.
- Monument aux morts.
- Croix de cimetière.
- Colombier de la ferme de l’Étoile qui date du XVIe siècle construit en brique, silex noir et pierre.

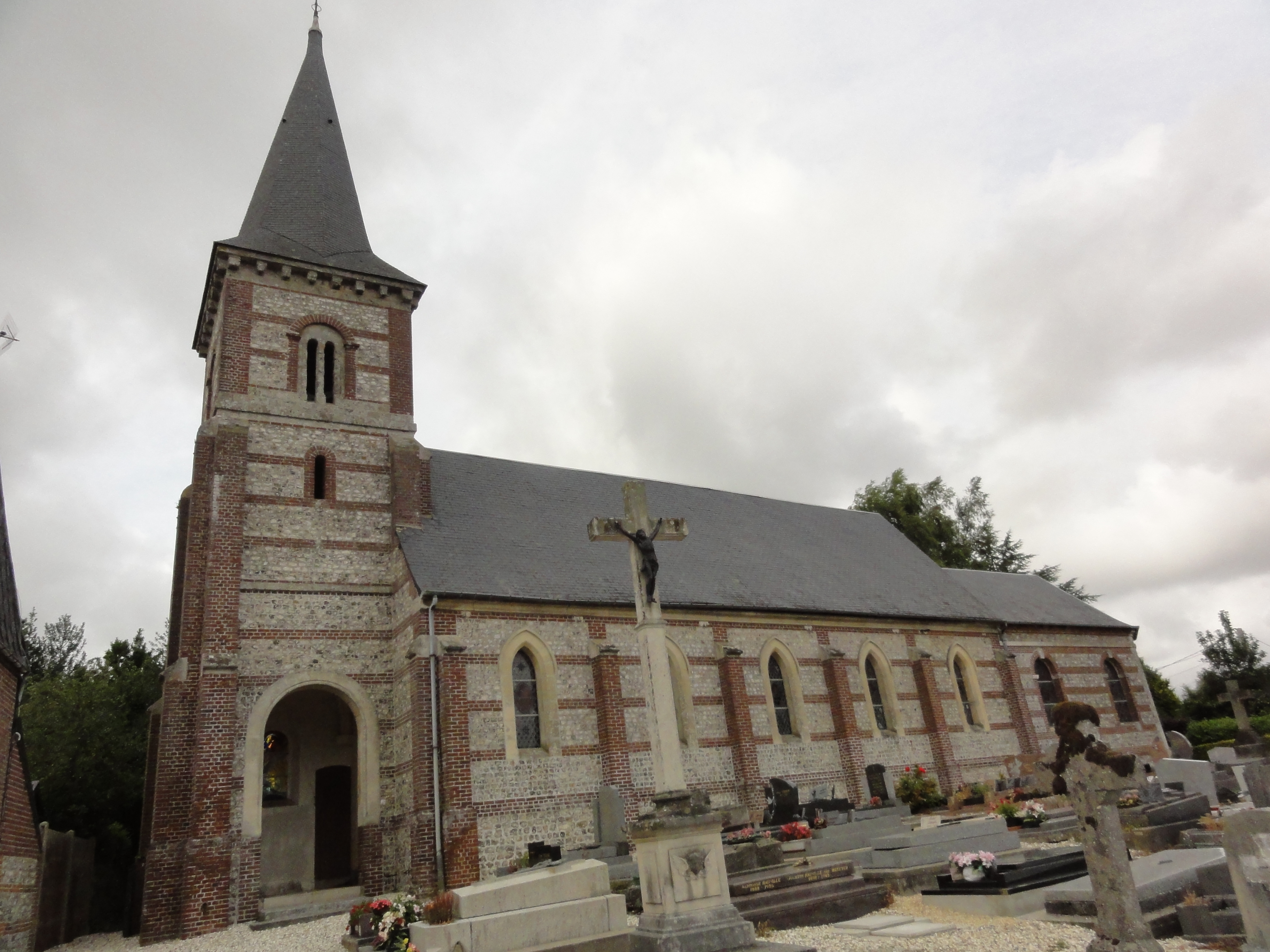
Église Saint-Aubin.
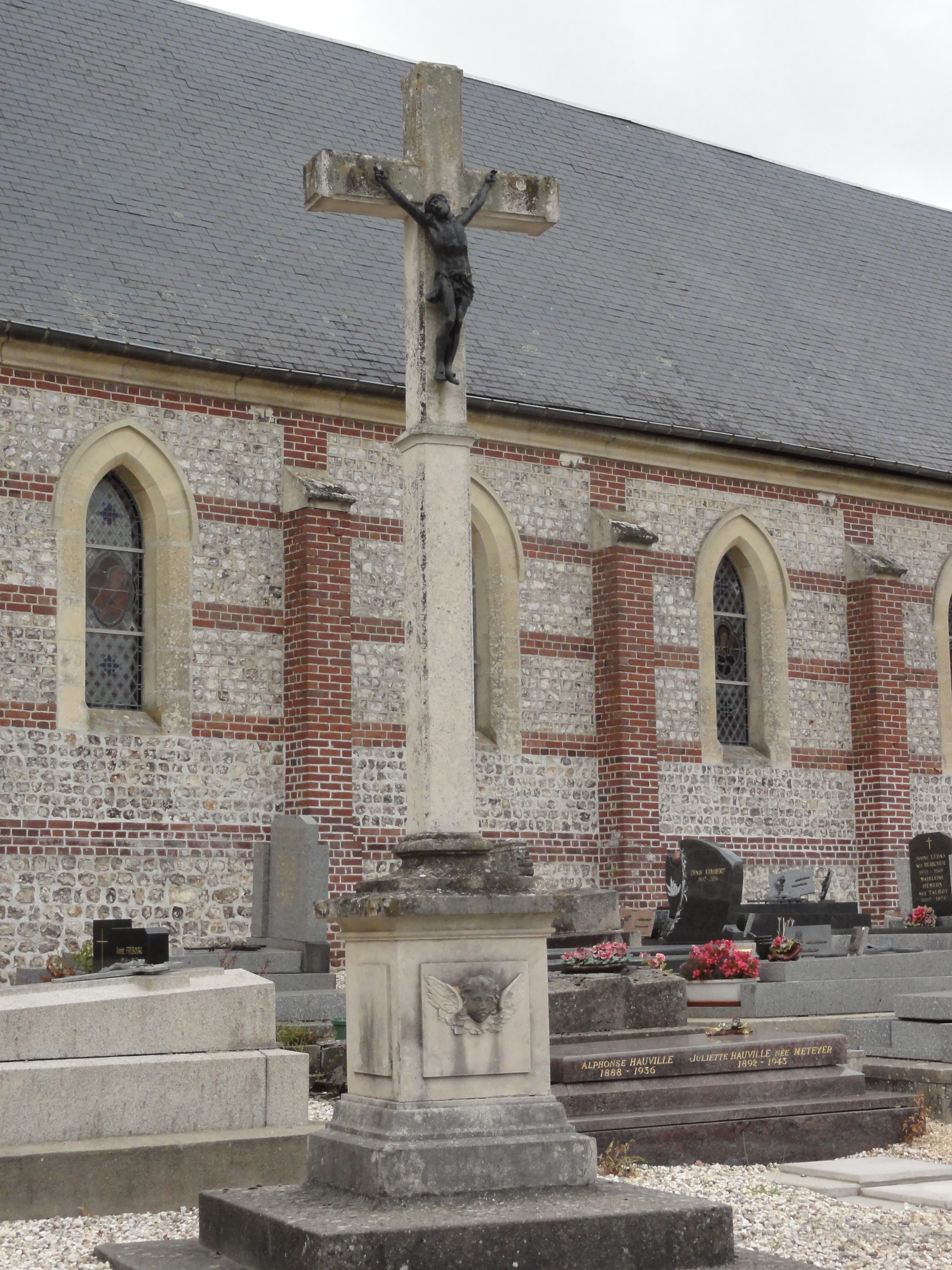
Croix de cimetière.
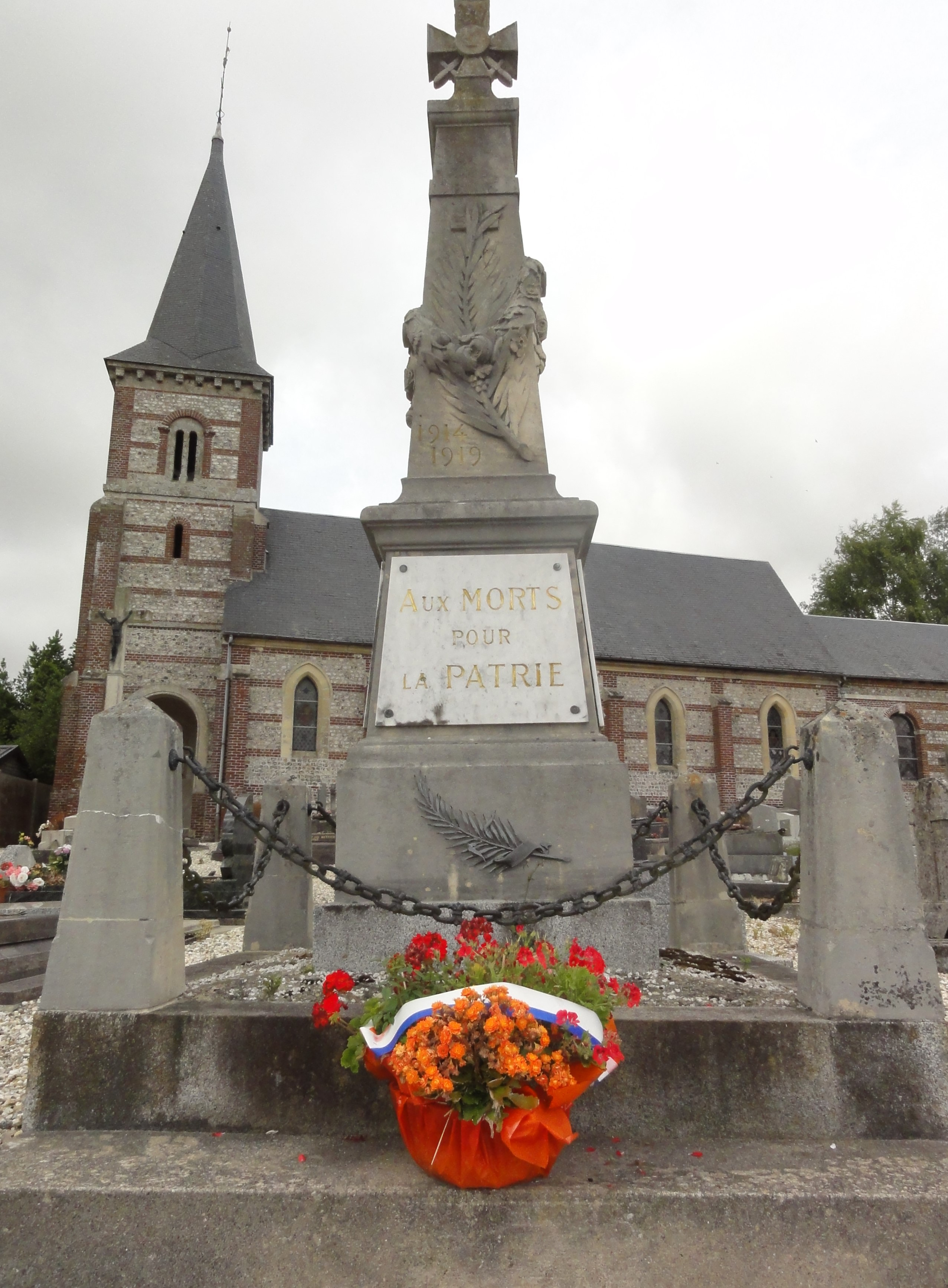
Monument aux morts.